# Saint-Martial-de-Nabirat
Saint-Martial-de-Nabirat település Franciaországban, Dordogne megyében. Lakosainak száma 578 fő (2022. január 1.). Saint-Martial-de-Nabirat Cénac-et-Saint-Julien, Florimont-Gaumier, Nabirat, Saint-Aubin-de-Nabirat, Bouzic és Daglan községekkel határos.

## Népesség
A település népessége az elmúlt években az alábbi módon változott:
| Lakosok száma | 616  | 605  | 597  | 584  | 574  | 575  | 571  | 570  | 578  |
|               | 2013 | 2015 | 2016 | 2017 | 2018 | 2019 | 2020 | 2021 | 2022 |